# Justicia laevilinguis
Justicia laevilinguis là một loài thực vật có hoa trong họ Ô rô. Loài này được (Nees) Lindau mô tả khoa học đầu tiên năm 1894.

## Hình ảnh

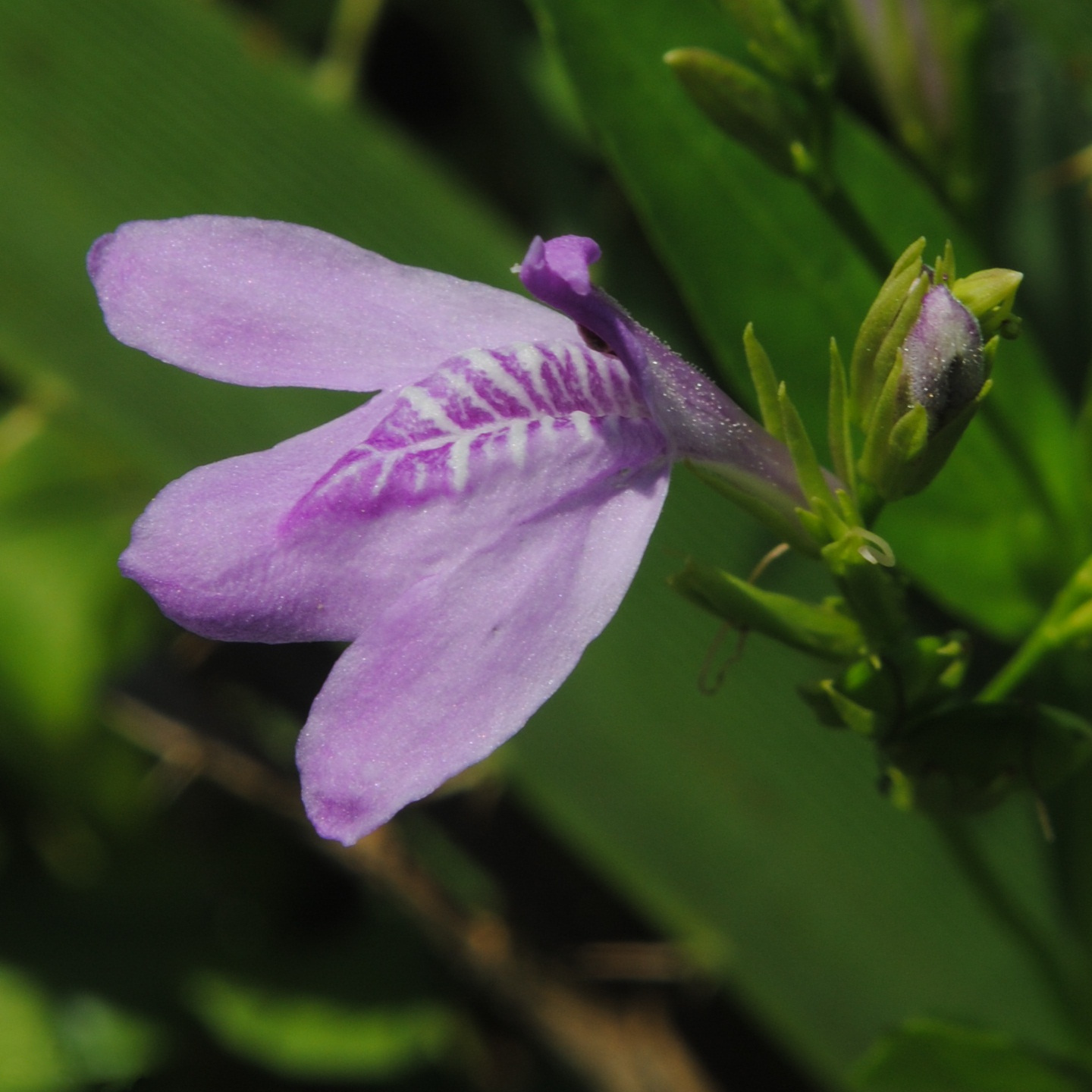
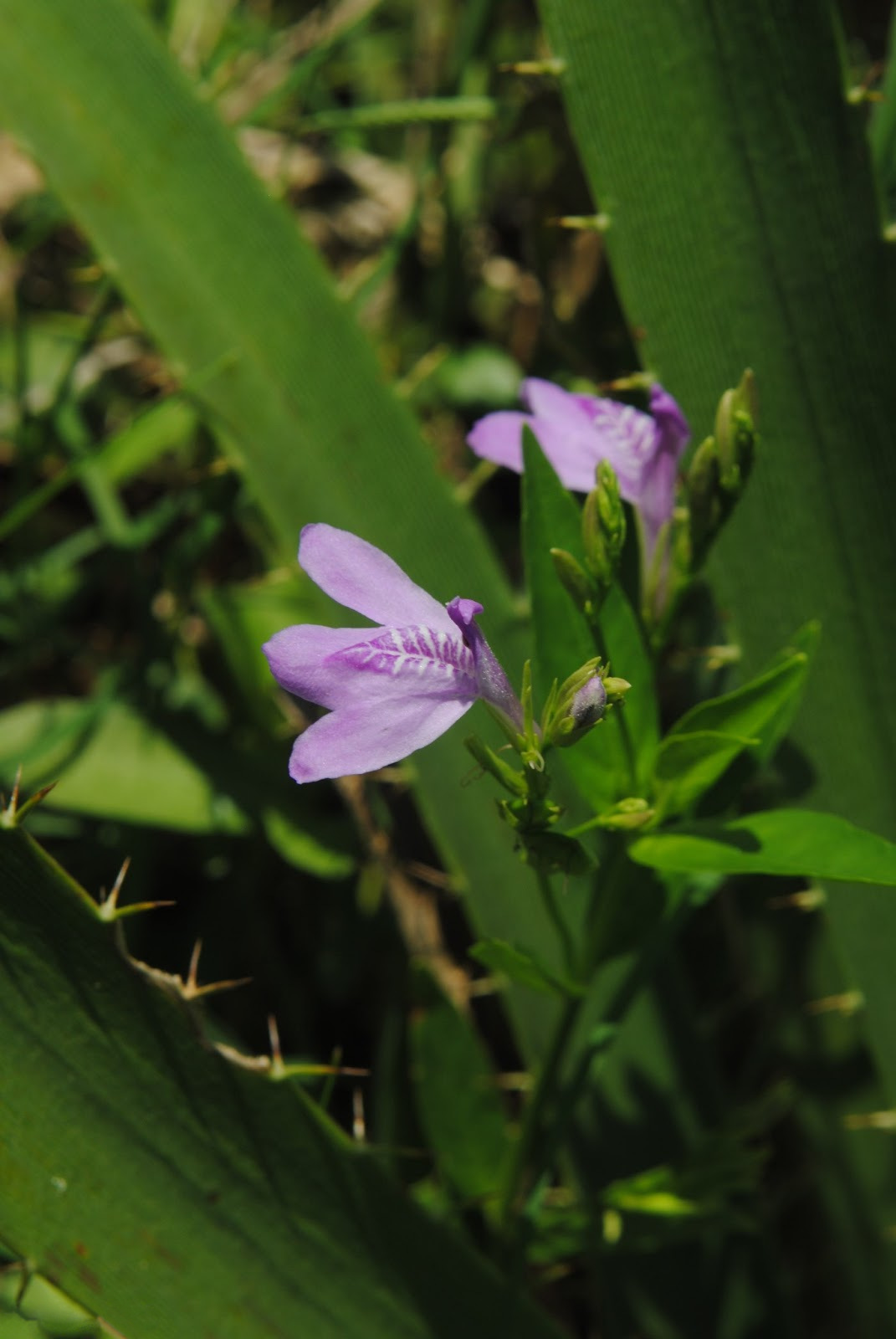
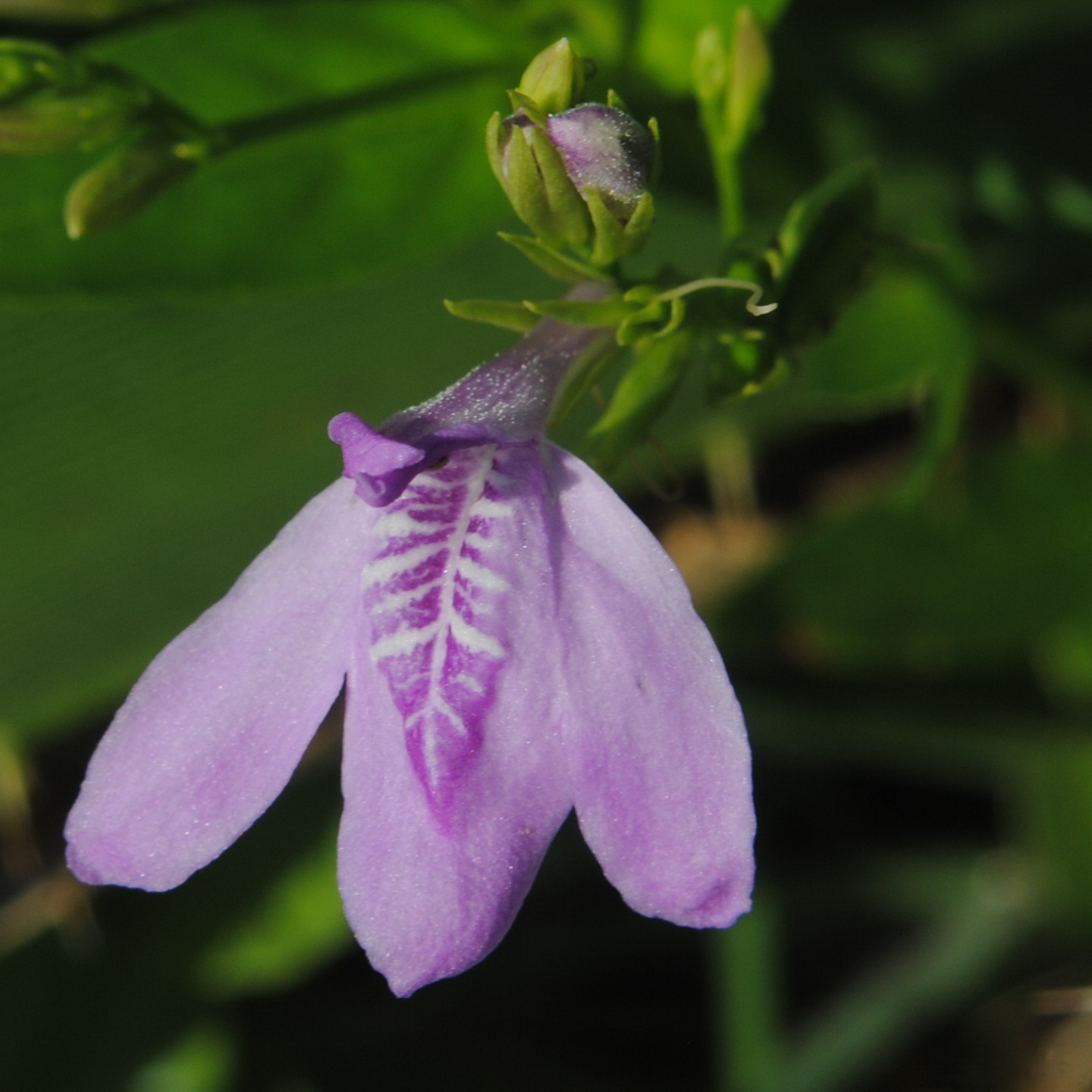